# Sinfonia n. 8 (Mahler)
La Sinfonia n. 8 in Mi bemolle maggiore è una composizione di Gustav Mahler scritta nel 1906 e rifinita nel 1907, nota anche come Sinfonia dei Mille per via dell'immenso organico vocale, corale e strumentale che richiede, anche se spesso viene eseguita con meno di mille musicisti.

## Storia
L'intero lavoro, composto di due parti, fu composto in un solo slancio d'ispirazione, a Maiernigg, in Carinzia, nell'Austria meridionale. A metà del mese di agosto 1906 Mahler aveva praticamente terminato la composizione, dovette però interrompere le ultime rifiniture per recarsi a Salisburgo dove partecipò al centocinquantesimo anniversario mozartiano.
La prima esecuzione, diretta da Mahler stesso, avvenne con successo a Monaco di Baviera nella sala da concerto dell'Esposizione Internazionale il 12 settembre 1910 alla presenza del principe reggente di Baviera, di Alberto I del Belgio, di Henry Ford, di Siegfried Wagner, di Richard Strauss, di Georges Clemenceau, Alfredo Casella, Anton Webern, Stefan Zweig, Thomas Mann, Max Reinhardt, Leopold Stokowski e Otto Klemperer. Fu l'ultima sinfonia che il compositore udì eseguita. Il suo lavoro sinfonico successivo fu infatti Das Lied von der Erde (composto nel 1908) che, benché si tratti tecnicamente di una sinfonia per orchestra e voci soliste, Mahler non inserì nel conto delle sue sinfonie come "numero 9", e ad ogni modo debuttò solo sei mesi dopo la morte dell'autore; la Sinfonia n. 9 invece, composta nel 1909, non fu eseguita che nel 1912.
Mahler stesso ripose grandi aspettative in questa composizione ed era convinto della sua qualità; rinunziando al tradizionale pessimismo delle sue opere, il compositore austriaco propose un'inedita fiducia nell'eternità dello spirito umano, un'opera smaccatamente ottimista. Dopo la morte del compositore fu eseguita piuttosto raramente. Tuttavia dalla seconda metà del ventesimo secolo la sinfonia è entrata nel repertorio delle principali orchestre in tutto il mondo e, dopo essere stata tra le numerose "prime incisioni" dirette da Leopold Stokowski, è stata più volte registrata da celebri direttori e orchestre (per esempio Leonard Bernstein – ben tre volte, nel 1962, 1966 e 1975 –, Georg Solti, Pierre Boulez – nel 1975 e nel 2007 –, James Levine, Claudio Abbado, Neeme Järvi, Riccardo Chailly – nel 1995 e nel 2000 –, Simon Rattle – in un celebrato concerto con la City of Birmingham Symphony Orchestra e la National Youth Orchestra of Great Britain del 2002 – e Gustavo Dudamel).

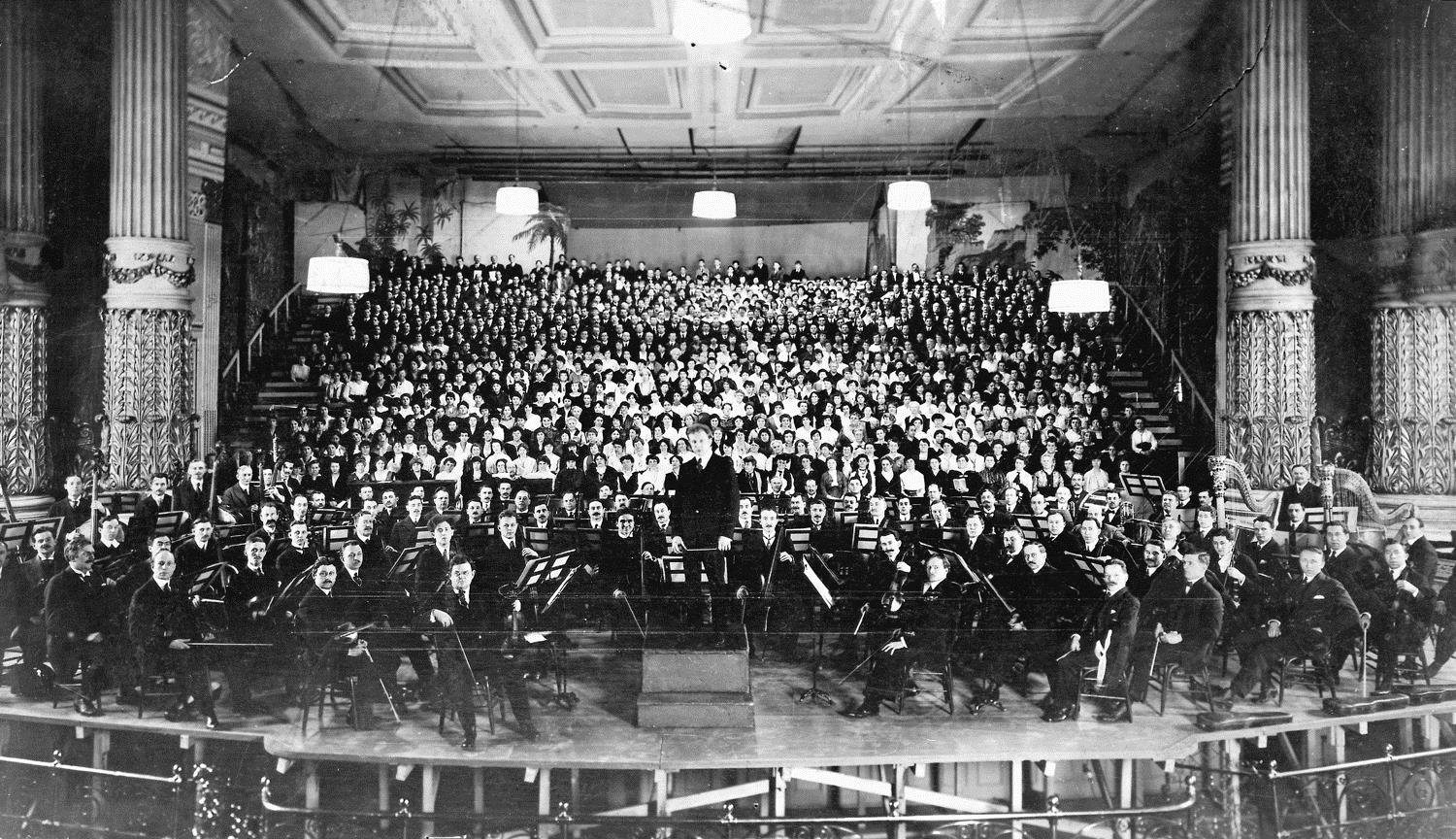
La prima americana della Sinfonia n. 8 di Mahler, diretta da Leopold Stokowski

## Struttura
La struttura non è convenzionalmente divisa in movimenti, ma è composta di due parti, collegate da temi comuni e dalla tematica della redenzione per via dell'amore.
- Parte I in latino: Veni, creator spiritus

La prima parte è basata sul testo di un inno di pentecoste alto-medioevale.
- Parte II in tedesco: Scena conclusiva del "Faust" di Goethe (Schlußszene aus Goethes »Faust«).

## L'organico

### Le voci
- 3 soprani, di cui uno canta solo nella seconda parte (Magna Peccatrix, Una Poenitentium e Mater Gloriosa)
- 2 contralti (Mulier Samaritana e Maria Aegyptiaca)
- tenore (Doctor Marianus)
- baritono (Pater Ecstaticus)
- basso (Pater Profundus)
- 2 cori misti (SATB)
- coro di voci bianche

### Gli strumenti
| Legni: - ottavino (rinforzato: almeno 2 esecutori; il 1° anche flauto 5°) - 4 flauti - 4 oboi - corno inglese - clarinetto piccolo in mi bemolle (rinforzato: almeno 2 esecutori) - 3 clarinetti - clarinetto basso - 4 fagotti - controfagotto - Mahler raccomanda inoltre di raddoppiare, nel caso venissero impiegati cori di grandi dimensioni e una sezione archi allargata di conseguenza, il primo di ogni sezione dei legni. Ottoni: - 8 corni - 4 trombe e altre 4 (di cui la prima rinforzata) collocate in alto - 4 tromboni e altri 3 collocati in alto - tuba contrabbassa | Percussioni: - timpani (2 esecutori) - grancassa - piatti (rinforzati in alcuni passi: a 2 e a 3) - triangolo - tam-tam - campane - glockenspiel Tastiere: - celesta - pianoforte - armonium - organo | Strumenti a corde sfregate e pizzicate: - mandolino (rinforzato) - 2 arpe (entrambe rinforzate) - violini I e II - viole - violoncelli - contrabbassi (con quinta corda) |

## Registrazioni
Discografia selettiva
- Georg Solti, Chicago Symphony Orchestra, Wiener Singverein, Wiener Staatsoper Choir, I piccoli cantori di Vienna, Heather Harper, Lucia Poppová, Arleen Auger (soprani), Yvonne Minton (mezzosoprano), Helen Watts (contralto), René Kollo (tenore), John Shirley-Quirk (baritono), Martti Talvela (basso), Decca 475 7521DOR
- Klaus Tennstedt, London Philharmonic Orchestra e Coro, London Symphony Chorus, Eton College Boys’ Choir, Julia Varady, Jane Eaglen, Susan Bullock, Trudeliese Schmidt, Jadwiga Rappé, Kenneth Riegel, Eike Wilm Schulte, Hans Sotin, LPO LPO0052
- Michael Tilson Thomas, San Francisco Symphony e Coro, San Francisco Girls Chorus, Pacific Boychoir, Erin Wall, Elza van den Heever, Laura Claycomb, Katarina Karnéus, Yvonne Naef, Anthony Dean Griffey, Quinn Kelsey, James Morris, SFS Media/Avie 821936 0021-2
- Claudio Abbado, Berliner Philharmoniker con Rundfunkchor Berlin, Prager Philharmonischer Chor e Tölzer Knabenchor, Cheryl Studer, Sylvia McNair, Andrea Rost, Anne Sofie von Otter, Rosemarie Lang, Peter Seiffert, Bryn Terfel, Jan-Hendrik Rootering, ASIN B000001GP1

## Le critiche

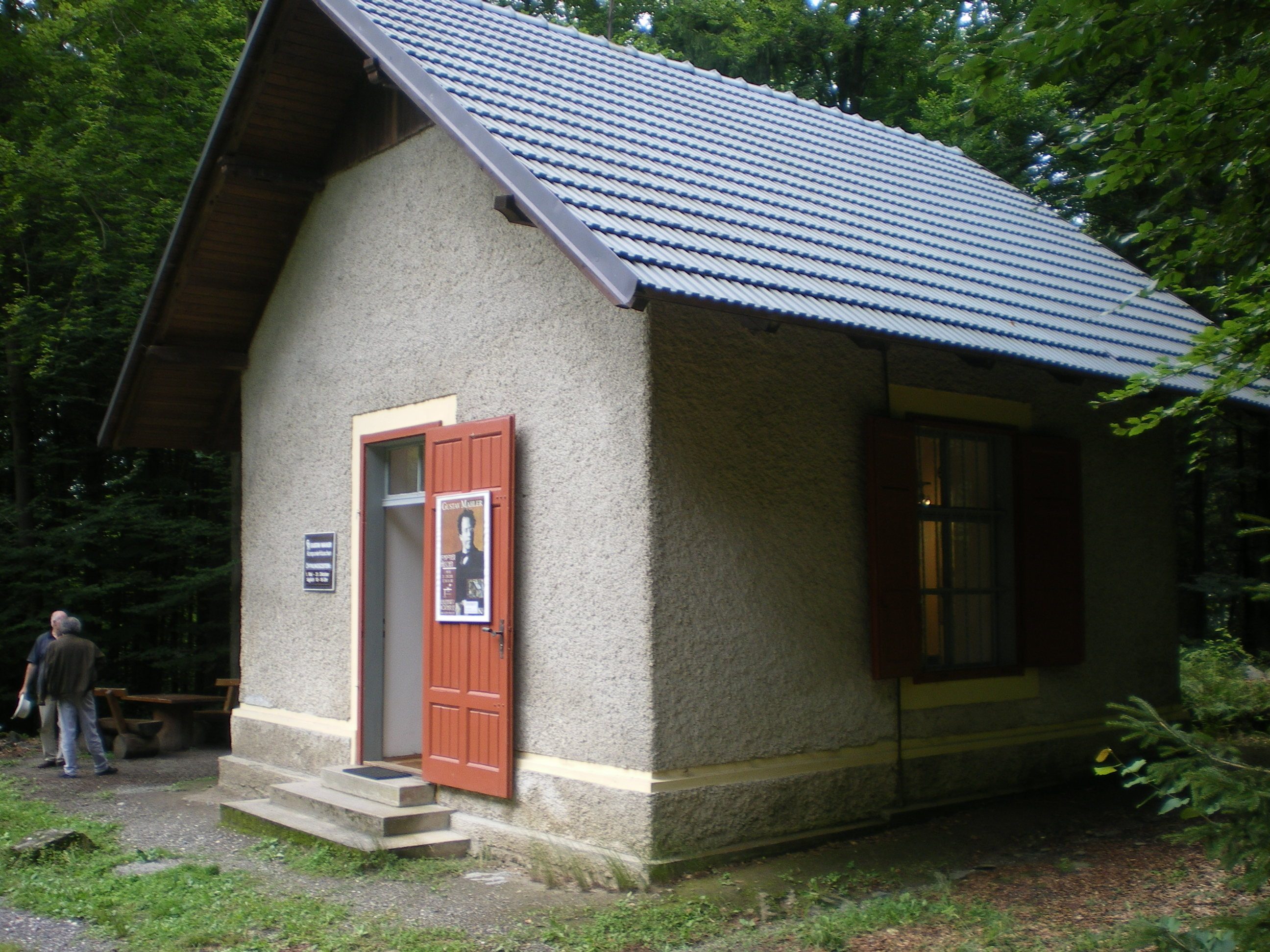
Capanna a Maiernigg dove l'ottava sinfonia fu composta da Mahler nel 1906

Sin dall'inizio, Mahler aveva intuito l'importanza della composizione; tralasciando il pessimismo che aveva caratterizzato molte sue composizioni, propose l'ottava sinfonia come espressione dell'eternità dell'anima umana.
I critici si sono divisi riguardo alla sinfonia; alcuni trovano l'ottimismo forzato e poco convincente e la considerano inferiore alle altre composizioni dello stesso autore. Theodor Adorno, Robert Simpson e Jonathan Carr la giudicarono inferiore per qualità ad altri lavori di Mahler, criticando in particolare il suo ottimismo, ritenuto poco convincente; per contro, Deryck Cooke la paragonò alla Sinfonia n. 9 di Ludwig van Beethoven.